# Duch królowej
Księga trzecia: Duch królowej (ang. Physik) – trzecia książka z cyklu powieści fantasy o młodym czarodzieju Septimusie Heapie, autorstwa angielskiej powieściopisarki Angie Sage. Seria opowiada o Septimusie Heapie, siódmym synu siódmego syna, obdarzonym nadzwyczaj magicznymi zdolnościami. Okładka książki jest wzorowana na książce z historii: Ja, Marcellus z fiolką formuły Wieczności leżącą na wierzchu.

## Fabuła
Gdy Silas Heap zdejmuje pieczęć z wrót do zapomnianego pokoju w Zamku, uwalnia ducha Królowej, która żyła pięćset lat temu. Śmierć nie uszlachetniła Królowej Etheldreddy – kobieta jest równie paskudna po śmierci, jak była za życia. Królowa pragnie zapewnić sobie życie wieczne, a aby to osiągnąć potrzebuje pozbyć się Septimusa, współpracy Jenny i talentów swego syna – Marcellusa Pye, znanego Alchemika i Lekarza.
Septimus zostaje przeniesiony 500 lat wstecz, aby służyć Marcellusowi i pomóc Królowej Etheldreddrze w jej okropnym zadaniu. Czy Septimus zdoła wrócić do domu, czy będzie on więźniem Czasu na zawsze?

## Adaptacja filmowa
12 czerwca 2007 w gazecie "The Times" ogłoszono, że wytwórnia Warner Bros. kupiła prawa do ekranizacji cyklu o Septimusie Heapie.